# Pink Floyd
Pink Floyd es una banda de rock británica, fundada en Londres en 1965. Considerada un icono cultural del siglo XX y una de las bandas más influyentes, exitosas y aclamadas en la historia de la música popular, obtuvo gran popularidad dentro del circuito underground gracias a su música psicodélica y espacial, que con el paso del tiempo evolucionó hacia el rock progresivo y el rock sinfónico adquiriendo la popularidad con la que hoy son recordados. Es conocida por sus canciones de alto contenido filosófico junto a la  experimentación sonora, las innovadoras portadas de sus discos y sus elaborados espectáculos en vivo. Sus ventas sobrepasan los 280 millones de álbumes vendidos en todo el mundo, 97,5 millones de ellos solamente en los Estados Unidos, convirtiéndose en una de las bandas con más ventas en la historia.
Inicialmente el grupo estaba formado por el baterista Nick Mason, el tecladista y vocalista Richard Wright, el bajista y vocalista Roger Waters y el guitarrista y vocalista principal Syd Barrett, quien se convirtió en el primer líder de la banda tras el efímero paso de Bob Klose, que no llegó a aparecer en ningún disco. El errático e impredecible comportamiento de Barrett, causado por el excesivo consumo de drogas (especialmente LSD), hizo que en diciembre de 1967 su amigo David Gilmour se incorporara al grupo. Unos meses después, Barrett abandonó, y con el cuarteto formado por Mason, Wright, Waters y Gilmour quedó establecida la formación definitiva del grupo.
La salida de Barrett convirtió a Waters en el principal letrista de la banda, mientras que Gilmour y Wright asumieron el protagonismo en la composición musical. El grupo grabó durante esta época muchos álbumes que se convirtieron en éxitos comerciales extraordinarios, como The Dark Side of the Moon (1973), Wish You Were Here (1975), Animals (1977), The Wall (1979) y The Final Cut (1983), los cuales son discos incluidos, de hecho, entre los más influyentes en la historia de la música popular. Después de las sesiones de grabación de The Wall, Waters expulsó a Wright por discrepancias creativas. Después de The Final Cut, la banda estaba agotada y sin ideas, hasta que en 1985 Waters declaró la disolución de Pink Floyd. Los miembros restantes, Gilmour y Mason, se negaron a aceptar esta decisión y continuaron con el grupo, por lo cual Waters los demandó reclamando parte de los derechos de la marca Pink Floyd. Waters perdió la demanda ante los tribunales, sin embargo, tras un acuerdo con Gilmour y Mason, obtuvo los derechos exclusivos sobre toda la imaginería que desplegaban en los conciertos (como su famoso cerdo volador) y sobre el espectáculo audiovisual de The Wall (excepto los tres temas que había compuesto Gilmour: «Young Lust», «Run Like Hell» y «Comfortably Numb»), así como sobre todos los temas incluidos en The Final Cut; a cambio, el resto del grupo podría en lo sucesivo seguir usando sin restricciones el nombre Pink Floyd.
Tras superar estos problemas legales en 1986, Gilmour y Mason llamaron a Wright para que interviniera, como tecladista contratado, en la grabación de su siguiente trabajo: A Momentary Lapse of Reason (1987). La relación se regularizó en el siguiente álbum, The Division Bell (1994), con Wright ya reintegrado como miembro oficial del grupo, que recuperaba así su configuración clásica. Sin embargo, más tarde Waters se embarcó en una carrera como solista y no volvió a reunirse con sus compañeros sino hasta 24 años después; fue el 2 de julio de 2005, en Londres, en el concierto Live 8, durante el cual se pudieron escuchar las canciones «Speak to Me/Breathe», «Money», «Wish You Were Here» y «Comfortably Numb».
En noviembre de 2014 salió a la venta The Endless River, el último disco de estudio de la banda, que contiene sobre todo material grabado durante las sesiones de grabación de The Division Bell entre 1993 y 1994, y sin aporte alguno de Roger Waters.
En una encuesta realizada por el programa británico de radio Planet Rock en 2005, Pink Floyd fue elegida como la «mejor banda de rock de todos los tiempos».

## Historia

### Orígenes (1964-1966)
Pink Floyd surgió en 1964 a partir de una banda llamada Sigma 6, que cambió su nombre sucesivamente a T-Set, Megadeaths, The Screaming Abdabs, The Architectural Abdabs y The Abdabs. Cuando la banda se separó, algunos de sus miembros (los guitarristas Bob Klose, Roger Waters, el batería Nick Mason y el tecladista Rick Wright) formaron una nueva banda llamada The Tea Set. Después de un breve tiempo con Chris Dennis como vocalista principal, el guitarrista y vocalista Syd Barrett, fan de The Beatles y del rhythm and blues, se unió a la banda, con lo que Waters pasó a tocar el bajo. En el verano de 1965, Bob Klose se vio forzado a abandonar la banda por las presiones de sus padres y de sus profesores universitarios, y el grupo se convirtió en un cuarteto, con Barrett, Waters, Wright y Mason. De este modo, Barrett se reveló como el principal compositor del grupo, y pronto comenzó a escribir nuevas canciones con influencias del rhythm and blues de Bo Diddley, aunque la publicación del sencillo Eight Miles High de los californianos The Byrds y sobre todo, el álbum Revolver (1966), de The Beatles, fueron dos grandes trabajos musicales que provocaron el auge del rock psicodélico, un entonces nuevo género musical que impactó a la banda y en el que Barrett se sentía más a gusto.
En otoño de aquel mismo año, Tea Set coincidió en un concierto en Northolt, a las afueras de Londres, con una banda con el mismo nombre que iba a actuar en el mismo lugar. Durante un corto periodo el nombre osciló entre Tea Set y The Pink Floyd Sound, pero con el tiempo este último se acabó por imponer. El nombre lo había propuesto Barrett y lo había tomado de dos viejos músicos de blues que admiraba: Pink Anderson y Floyd Council. El "Sound" se desvaneció con bastante rapidez, pero el "The", sería utilizado regularmente hasta 1968. Las producciones inglesas de la banda durante la era de Syd Barrett eran acreditadas como The Pink Floyd así como sus primeros dos sencillos en los EE. UU. Se sabe que David Gilmour continuó refiriéndose al grupo como The Pink Floyd hasta 1984.
Pink Floyd se convirtió en una de las bandas favoritas del movimiento underground, tocando en lugares como el UFO Club, el Marquee Club y The Roundhouse. A finales de 1966 la banda fue invitada a componer música para la película de Peter Whitehead, Tonite Let's All Make Love in London, y fue filmada grabando dos temas («Interstellar Overdrive» y «Nick's Boogie») en enero de 1967. Aunque aparecieron muy pocas muestras de esta música en la película, la sesión fue lanzada como London 1966/1967 en el 2005.
Dada su creciente popularidad, los miembros de la banda decidieron formar Blackhill Enterprises en octubre de 1966, en asociación con sus mánagers Peter Jenner y Andrew King, para distribuir los sencillos «Arnold Layne» en diciembre de 1966 y «See Emily Play» en mayo de 1967. El primero escaló hasta el puesto 20 en la lista de éxitos del Reino Unido, y el segundo llegó al número 6, dándole la oportunidad al grupo de aparecer por primera vez en la televisión nacional en el programa Top of the Pops en julio de 1967.

### Primeros pasos e incorporación de David Gilmour (1967-1968)
En 1967, después de varias sesiones instrumentales y presentaciones en vivo, Pink Floyd decidió elaborar su primer álbum, The Piper at the Gates of Dawn, que fue lanzado en agosto de 1967. El título fue extraído de la novela El viento en los sauces, de Kenneth Grahame. En la actualidad está considerado como ejemplo por antonomasia de la música psicodélica británica, además de que en su momento fue muy bien recibido por la crítica. Las pistas del disco, predominantemente escritas por Barrett, muestran letras poéticas y una ecléctica mezcla de música, desde la vanguardista «Interstellar Overdrive» hasta «The Scarecrow» (inspirada en la música folclórica de The Fens, una región rural al norte de Cambridge de donde son originarios Barrett, Gilmour y Waters). Las letras son totalmente surrealistas y a menudo folclóricas, como «The Gnome». La música reflejaba la mejor tecnología electrónica de la época, destacando el uso del paneo estéreo, la edición de cinta, los efectos de eco de cinta y el uso de teclados electrónicos, en particular el órgano Farfisa tocado por Wright. El disco fue un éxito en el Reino Unido, donde llegó al puesto número 6, pero no le fue tan bien en los Estados Unidos, en cuyas listas solo alcanzó la 131.ª posición, aunque después sería relanzado en el período de éxito comercial del grupo, en la década de los 70. Durante este periodo, la banda emprendió una gira con Jimi Hendrix, lo que ayudó a incrementar su popularidad.
A medida que crecía el éxito de la banda, el estrés y el consumo de drogas (especialmente de LSD) hicieron mella en la salud mental de Syd Barrett. Su conducta se volvió cada vez más impredecible, lo que afectaba a las presentaciones en público del grupo, pues en muchas ocasiones Barrett era incapaz de tocar la guitarra y de siquiera cantar. Por lo tanto, en diciembre de 1967, el grupo contactó a un músico amigo de Barrett que frecuentaba los conciertos de la banda, David Gilmour, para apoyarlo a la guitarra y cantar cuando este sufriera alguno de sus bloqueos mentales, aunque también se consideró la candidatura de Jeff Beck. Sin embargo, esta solución no resultó práctica y los demás integrantes simplemente dejaron de llevarlo a los conciertos. El último concierto con Barrett en el grupo fue el 20 de enero de 1968, en el muelle de Hastings. El resto de componentes tenía la esperanza de que Barrett pudiera componer para la banda con Gilmour en los conciertos, pero esto no sucedió así, y las composiciones de Barrett se hicieron cada vez más difíciles y abstractas, como «Have You Got It, Yet?», con cambios de melodías y progresiones armónicas, lo que hizo que el resto de integrantes desechara el acuerdo. La salida de Barrett se hizo oficial el 6 de abril de 1968, y los productores Jenner y King decidieron seguirlo, por lo que la sociedad Blackhill se disolvió. La banda adoptó como mánager a Steve O'Rourke, quien continuaría con Pink Floyd hasta su muerte en 2003.
Después del lanzamiento de dos álbumes en solitario (The Madcap Laughs y Barrett) en 1969 y 1970 (coproducidos por y algunas veces con colaboraciones de Gilmour, Waters y Wright), de éxito moderado, Barrett se recluyó en su natal Cambridge y llevó una tranquila vida hasta su muerte el 7 de julio de 2006.

### La era de la experimentación (1968-1970)

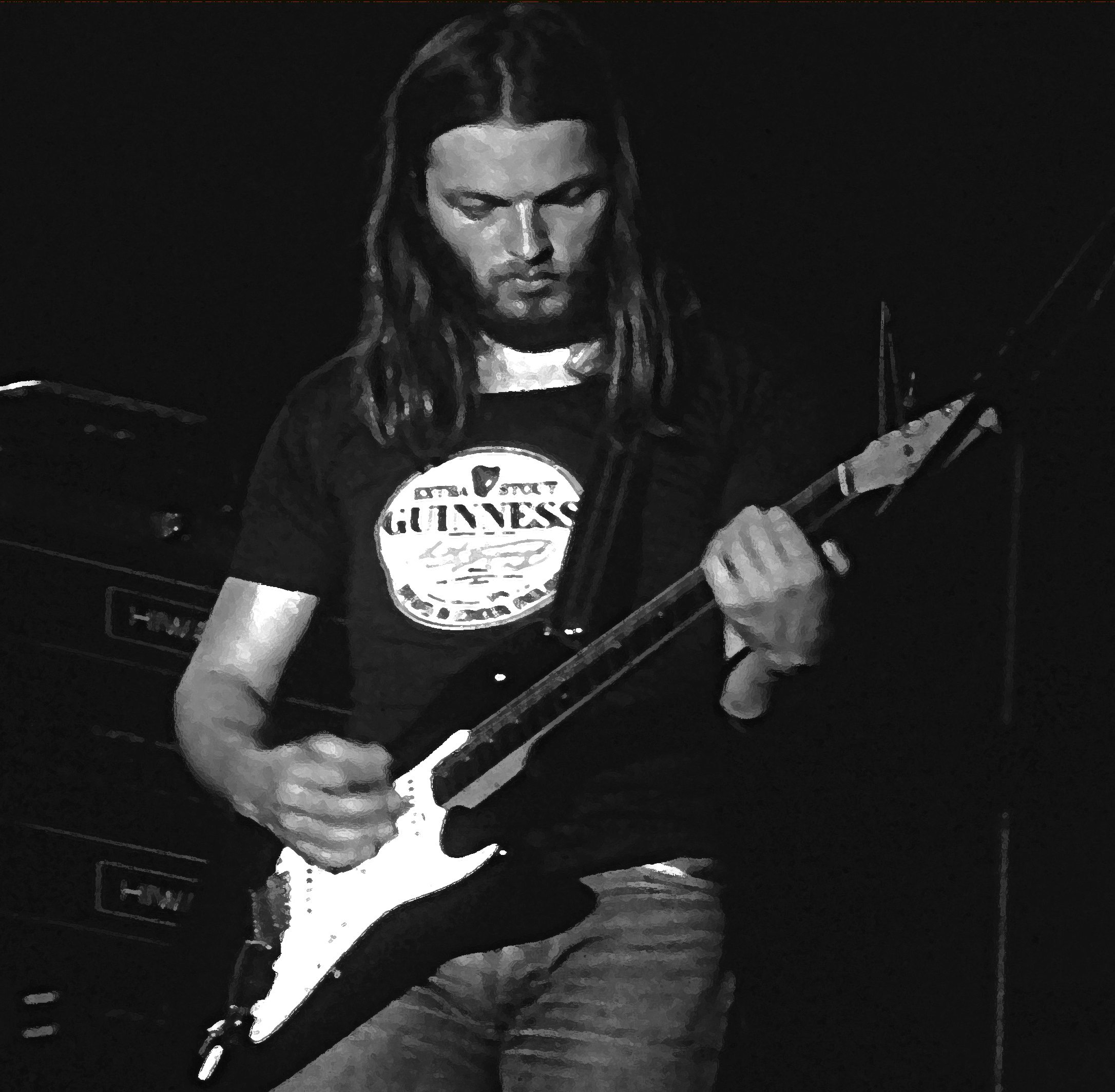
David Gilmour con su Fender Stratocaster.

Ya sin la presencia de Barrett en la formación, Gilmour, Waters y Wright se hicieron cargo de las riendas creativas del grupo, cada uno aportando su voz y sonido en sus nuevas producciones, pero dándole a los nuevos materiales menos consistencia que en la era Barrett. Syd Barrett había sido el intérprete principal durante los primeros años, en la época siguiente Gilmour, Wright y, especialmente, Waters se convirtieron en los principales compositores y voces dentro de la banda. Algunas de las composiciones más experimentales del grupo datan de esta época, como «A Saucerful of Secrets» —que consiste en su mayoría en ruidos, efectos sonoros, percusiones, osciladores y tape loops— o «Careful with That Axe, Eugene».
A pesar de que Barrett había escrito la mayor parte del primer álbum, solo una composición suya, «Jugband Blues», apareció en el segundo álbum de Pink Floyd. Barrett también participó en las canciones «Remember a Day» (grabado durante las sesiones de The Piper at the Gates of Dawn) y «Set the Controls for the Heart of the Sun». El nuevo disco, A Saucerful of Secrets, lanzado en junio de 1968, alcanzó el noveno lugar en el Reino Unido y se convirtió en el único disco de Pink Floyd que no entró en las listas estadounidenses. Algo irregular debido a la salida de Barrett, el álbum aún contenía mucho del sonido psicodélico que le había impreso su antiguo líder, combinado con un estilo más experimental, que alcanzaría su pleno desarrollo en Ummagumma. Cabe mencionar que A Saucerful of Secrets, se convirtió también en el único disco de la banda que contó con la participación de los cinco integrantes. La pieza principal, de doce minutos de duración, se acerca a las épicas y lentas canciones por venir, pero el disco fue recibido fríamente por la crítica de esa época, aunque no así por los críticos actuales. Los futuros trabajos de Pink Floyd adoptarían más firmemente esta idea, enfocándose más hacia la composición a cada nuevo lanzamiento.
Poco después fueron llamados por el director Barbet Schroeder para componer la banda sonora de la película More, que se estrenaría en mayo de 1969. Sus composiciones se editaron dos meses más tarde como álbum de estudio de Pink Floyd, Music from the Film More, y consiguieron el noveno escalón en el Reino Unido y el 153.º en los EE. UU. La crítica definió este disco como irregular y accidentado. Muchas pistas de More (como usualmente lo llaman los admiradores) son canciones acústicas de folk.
Anteriormente, la banda había estado trabajando en una ópera rock llamada The Man/The Journey, pero el proyecto fue rechazado. No obstante, dos de las canciones que componían esta obra, «Green Is the Colour» y «Cymbaline», fueron incluidas en More, y permanecieron como parte habitual de los conciertos en aquella época. «Cymbaline» también fue la primera canción de Pink Floyd que expresaba la actitud cínica de Roger Waters hacia la industria musical de manera explícita. El resto del álbum consiste en piezas secundarias vanguardistas incluidas en la banda sonora (algunas de las cuales también figuran en The Man/The Journey), con unas pocas canciones más potentes, como «The Nile Song».
El siguiente trabajo del grupo, fue un álbum doble titulado Ummagumma, que está formado por un disco en directo (grabado entre Birmingham y Mánchester), y otro con temas nuevos de estudio. Cada uno de estos temas fue compuesto por uno de los miembros de la banda y ocupa la mitad de una cara de cada disco (unos 10 minutos cada uno). El título de este álbum significa «relación sexual» en la jerga de Cambridge. El disco de estudio es puramente experimental, con un largo tema de estilo folk («Grantchester Meadows», compuesta por Waters), la pianística y atonal «Sysyphus», coqueteos con el rock progresivo en «The Narrow Way» y largos solos de batería en «The Grand Vizier's Garden Party». Por último, «Several Species of Small Furry Animals Gathered Together in a Cave and Grooving with a Pict» es una canción de cinco minutos que presenta únicamente la voz de Waters cantando a diferentes velocidades, dando como resultado un sonido semejante al de pájaros y roedores. Varias de las canciones nuevas de este álbum ya habían sido interpretadas en el concierto grabado bajo el nombre de The Man/The Journey. Ummagumma fue el álbum más exitoso de la banda hasta aquel entonces, alcanzando el 5.º lugar en el Reino Unido y el 74.º en EE. UU.
Atom Heart Mother, la primera grabación de la banda con una orquesta y su siguiente álbum de estudio, contó con la colaboración del músico Ron Geesin. El nombre fue una decisión apresurada de los integrantes a partir de un artículo de prensa donde se anunciaba que una mujer con un marcapasos atómico implantado había logrado dar a luz. La portada también fue un trabajo casi improvisado; de hecho, el fotógrafo declaró que, a causa de la falta de tiempo, se había ido al campo a tomar una foto de lo primero que vio. En una cara del disco aparece una suite de rock sinfónico de 23 minutos, titulada «Atom Heart Mother», mientras que en la otra se presentan tres temas, cada uno de un vocalista y compositor de la formación («If», de Waters; «Fat Old Sun», de Gilmour; y «Summer '68», de Wright). Otra de las canciones, «Alan's Psychedelic Breakfast», consiste en un collage sonoro de un hombre cocinando y tomando el desayuno mientras de fondo suenan sus pensamientos acompañados de líneas instrumentales. El hombre en cuestión es Alan Styles, uno de los técnicos de sonido que la banda tenía a su servicio. Aunque el álbum fue considerado como un paso atrás de la banda y uno de sus trabajos más inaccesibles, alcanzó el puesto más alto de toda su discografía hasta ese momento, llegando al primer puesto en el Reino Unido y al 55.º en los EE. UU. Posteriormente, este trabajo sería repudiado por Gilmour, que lo calificó como «un montón de basura», y por el propio Waters, quien declaró no importarle que «lo tiraran a la basura y nadie volviera a escucharlo». La popularidad de Atom Heart Mother hizo que la banda se embarcara en su primera gira completa por los EE. UU..
Antes de editar su siguiente trabajo de estudio, la banda publicó un álbum recopilatorio, Relics, que contenía varios sencillos y caras B junto con una canción original de Waters llamada «Biding My Time», grabada durante las sesiones de Ummagumma. El grupo contribuyó a la banda sonora de la película Zabriskie Point, aunque la mayoría de sus composiciones serían finalmente descartadas por el director de la cinta, Michelangelo Antonioni.

### La llegada de la fama mundial (1971-1975)
Grabado entre diciembre de 1970 y septiembre de 1971, La siguiente publicación, Meddle (1971), terminó por cimentar el rumbo que tomaría la banda hacia el Rock progresivo. La canción «Echoes», de 23 minutos de duración, fue descrita por Waters como un «poema sónico» debido a sus constantes efectos de sonido, y está considerada como una de sus mejores piezas, pues contiene largos y enervantes lapsos instrumentales que demuestran cabalmente el talento de Gilmour en la guitarra, de Mason en la batería y de Wright con el Órgano Hammond. En este sentido, se dejó de lado la orquesta que tanto protagonismo tuvo en Atom Heart Mother para dar paso a las improvisaciones y experimentación de estudio. Poco tiempo antes del lanzamiento de este álbum en 1971, la banda afirmó en una entrevista que para este entonces la calidad y sonido de sus presentaciones no tenían ningún secreto (como los que afirmaban que requerían una gran cantidad de ingenieros de sonido), más que los 4 instrumentos que cada uno de ellos dominaba. Meddle alcanzó el tercer puesto en el Reino Unido, pero la falta de publicidad por parte de Capitol Records en los Estados Unidos hizo que en este país solo alcanzase el 70.º.
El siguiente trabajo de la banda fue Obscured by Clouds (1972), grabado entre diciembre de 1971 y septiembre de 1972 en Francia, y que conformó la banda sonora de la película El valle de Barbet Schroeder. Se convirtió en el primer top 50 para Pink Floyd en los EE. UU., además de alcanzar el sexto lugar en el Reino Unido. La letra de la canción «Free Four» fue la primera referencia en una canción a la muerte del padre de Waters en la Segunda Guerra Mundial, un tema que se estableció como recurrente en posteriores trabajos. Además, la canción «Childhood's End» fue la última contribución lírica de Gilmour en quince años, y está basada en el libro del mismo nombre de Arthur C. Clarke. Estilísticamente, es un álbum ligeramente distinto a su antecesor, Meddle, con canciones relativamente más cortas y con la reducción del uso de efectos sonoros para la creación de atmósferas, rozando en muchos casos el blues rock, el folk rock o el soft rock.
Hay que mencionar que Meddle y Obscured by Clouds fueron los primeros discos de la banda que trajeron éxitos mundiales, como Echoes, One of These Days y Free Four, además, Pink Floyd se distanció de la psicodelia y se convirtió en una banda difícil de clasificar. Los distintos estilos de cada uno de los compositores confluyeron en uno único, que cristalizó en las dos obras más importantes de su discografía, para crítica y público: The Dark Side of the Moon (1973) y Wish You Were Here (1975). En ambas obras, Gilmour se convirtió en el principal vocalista de la formación, mientras que los coros femeninos y el saxofón de Dick Parry adquirieron especial relevancia. Esta época se convirtió en el cénit creativo de la banda, pues tanto en Dark Side como en Wish you Were Here los 4 miembros llevaron a cabo la composición de grandes canciones como Time, en cuya creación hasta Mason se vio involucrado. Según Gilmour, existía una especie de "consenso" entre los 4 en que Waters era el principal escritor de las canciones, mientras que la composición musical recaía principalmente en Wright y él.

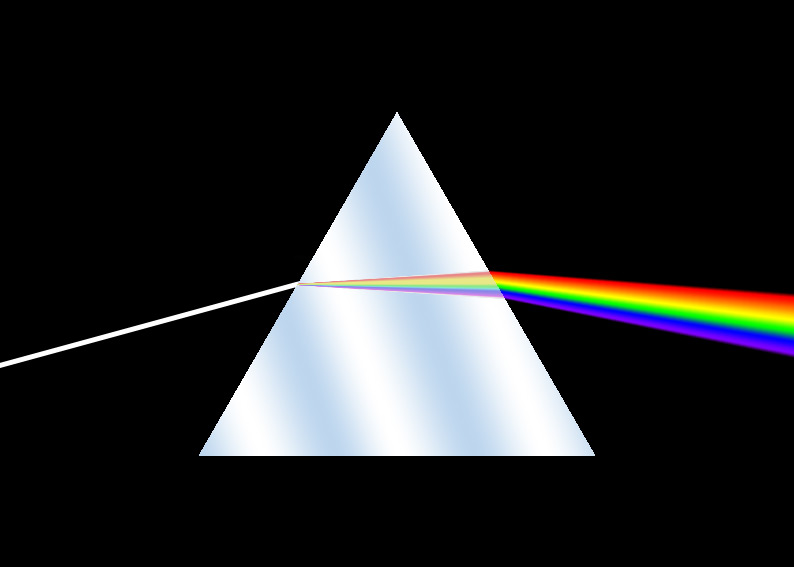
Imagen que representa el fenómeno de dispersión de la luz, en el que se basó Storm Thorgerson, de Hipgnosis, para idear la portada de The Dark Side of the Moon.

La publicación del superéxito The Dark Side of the Moon en 1973 marcó un antes y un después en la popularidad de la banda. Pink Floyd había dejado de editar sencillos desde 1971, cuando se publicó «Point Me at the Sky»; sin embargo, «Money» rompió esta tendencia y alcanzó el vigésimo puesto en los EE. UU.. Por su parte, el álbum se convirtió en el primer número uno de la banda en este país, convirtiéndose en uno de los más vendidos en la historia de los Estados Unidos al sobrepasar los quince millones de copias, y uno de los más vendidos en todo el mundo, con más de cuarenta millones. Además, permaneció en el Billboard 200 durante 741 semanas, récord en aquel momento, incluyendo 591 consecutivas desde 1976 hasta 1988, lo que significó otro récord: se estima que alrededor de una de cada cuatro familias británicas posee una copia del disco en alguno de sus formatos. También se mantuvo en las listas británicas durante 301 semanas, aunque nunca superó el segundo lugar. Puede catalogarse como el primer álbum plenamente conceptual desarrollado por la banda, en que se abordan temas como el significado de vivir (Breathe), el estrés cotidiano (On the Run), el irremediable paso del tiempo (Time), y la muerte (The Great Gig in the Sky). En este álbum el saxofón adquiere un papel muy importante, expresando las influencias del jazz, especialmente visibles en Wright, lo cual, junto con el protagonismo del coro femenino, ayuda a diversificar la textura del álbum. A lo largo de este se escuchan varias veces extractos de entrevistas a algunos ayudantes del grupo reproducidas de fondo. Las letras y el sonido del álbum intentan describir de algún modo las presiones que sufre el ser humano a lo largo de su existencia. Su portada, que representa en un prisma el fenómeno de la dispersión de la luz, fue ideada por Storm Thorgerson y Audrey Powell.
Poco después de la publicación de The Dark Side of the Moon apareció el recopilatorio A Nice Pair, que recoge los dos primeros discos de la banda: The Piper at the Gates of Dawn y A Saucerful of Secrets. También alrededor de esta época se publicó el primer vídeo en directo del grupo, Live at Pompeii, grabado antes de la publicación de The Dark Side of the Moon en el anfiteatro de Pompeya, una de las ciudades cercanas a Nápoles destruidas por el Volcán Vesubio en el año 79 D.C..
El concierto fue grabado sin ningún tipo de público, exceptuando a los ayudantes del grupo y el equipo de grabación. En el vídeo, dirigido por Adrian Maben, se incluyen también entrevistas a los miembros de Pink Floyd y escenas detrás de los escenarios, y durante la grabación del The Dark Side Of The Moon en los estudios Abbey Road.
Después del éxito de The Dark Side, los miembros de Pink Floyd procuraron no hacerse repetitivos con respecto al rumbo musical que iban a tomar a partir de ese momento, preguntándose si serían capaces de continuar en lo más alto de las listas de ventas. En una vuelta a sus comienzos experimentales, comenzaron a trabajar en un proyecto de álbum llamado Household Objects, llamado así porque las canciones iban a estar interpretadas con objetos caseros (como sierras, cubos de agua, martillos, gomas elásticas o copas). Sin embargo, el proyecto fue abandonado porque los integrantes de la banda decidieron que era mejor y más fácil tocar las canciones con sus respectivos instrumentos. No existen grabaciones definitivas de este proyecto, aunque algunos de los efectos obtenidos fueron empleados en posteriores trabajos.
Wish You Were Here, lanzado en septiembre de 1975, trata acerca de la ausencia de los sentimientos humanos en el mundo de la industria musical, y también de la añoranza del antiguo miembro del grupo Syd Barrett. Conocido principalmente por el tema homónimo, el disco contiene también una extensa canción de 26 minutos dividida en nueve partes y dos pistas titulada «Shine on You Crazy Diamond», un tributo a Barrett en el cual la letra trata expresamente de las consecuencias de su salida del grupo. Muchas de las pasadas influencias de la banda fueron mezcladas en esta canción, que termina con una referencia a uno de los primeros sencillos de la discografía de Pink Floyd, «See Emily Play». El resto de canciones, «Welcome to the Machine» y «Have a Cigar» (cantada por Roy Harper), exhiben, como se dice, una fuerte crítica a la industrialización de la música. Wish You Were Here fue el primer álbum en alcanzar el primer puesto en el Reino Unido y en los EE. UU., y fue igual de alabado por la crítica que The Dark Side of the Moon.
Durante las grabaciones del disco Wish You Were Here se produjo una anécdota famosa para la banda: alguien, por alguna extraña razón, le dijo a Syd Barrett que asistiera a los estudios Abbey Road porque Pink Floyd estaba grabando un nuevo disco. El 5 de junio de 1975 un hombre gordo, con la cabeza y las cejas completamente afeitadas, llegó al estudio Abbey Road mientras los integrantes del grupo estaban mezclando «Shine on You Crazy Diamond». Nadie fue capaz de reconocerlo, hasta que de repente uno de ellos se dio cuenta de que era el mismísimo Syd Barrett. Preguntado por su extraña gordura, Barrett dijo que había estado comiendo demasiadas chuletas de cerdo. En una entrevista en el 2001 al canal BBC para grabar el documental Syd Barrett: Crazy Diamond, Wright dijo:

Una cosa que realmente permanece en mi memoria, que nunca olvidaré; sucedió en las sesiones de “Shine On”. Llegué al estudio y vi a ese hombre sentado al fondo del estudio, estaba tan lejos como tú lo estás de mí. Y no lo reconocí. Dije '¿Quién es este fulano detrás de ti?' 'Ese es Syd'. Y simplemente me vine abajo, no lo podía creer... Se había afeitado todo el pelo... Es decir, hasta las cejas, todo... Iba de arriba a abajo, haciendo ruido con los dientes, era horroroso. Y, eh, yo estaba, quiero decir, Roger estaba llorando, creo que yo también; los dos estábamos llorando. Fue muy chocante... siete años sin contacto, y llegó entonces, cuando nosotros estamos haciendo esa canción en particular. No sé, coincidencia, karma, destino, ¿quién sabe? Pero fue muy, muy, muy potente.

En el mismo documental, Nick Mason expresó: «Cuando pienso en ello, aún puedo ver sus ojos, pero... todo era diferente». Waters también intervino en la entrevista: «No tuve ni idea de quién era durante mucho tiempo», así como Gilmour: «Ninguno de nosotros lo reconoció. Afeitada... la cabeza calva afeitada, y muy gordo».

### La Era Waters (1976-1984)

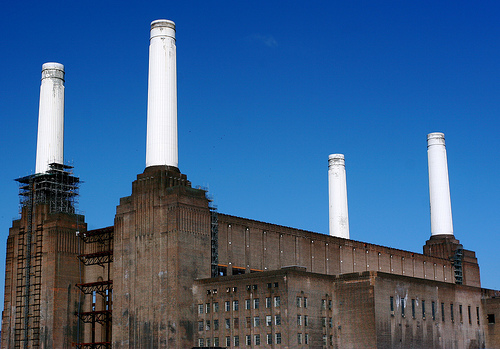
La Battersea Power Station sale en la portada de Animals, con un cerdo inflable entre dos chimeneas.

Grabado entre abril y diciembre de 1976, el nuevo álbum de Floyd, Animals fue lanzado el 21 de enero de 1977, en aquel momento, la música de la banda comenzó a ser criticada por parte de los seguidores del punk rock por haberse convertido en demasiado pretenciosa, al haber perdido de vista la simplicidad del rock and roll. Sin embargo, Animals está considerado como un trabajo más guitarrero que los anteriores, en parte debido a la influencia del emergente movimiento punk y al hecho de que fue grabado en los nuevos estudios de Pink Floyd, Britannia Row. Fue el primer disco que no incluyó ninguna composición de Rick Wright, y alcanzó el segundo puesto en el Reino Unido y el tercero en los EE. UU. Como en muchos de sus antecesores, Animals posee varias canciones relacionadas entre sí por un mismo tema, en este caso inspirado en la novela Rebelión en la granja de George Orwell. En el disco, las canciones «Sheep», «Pigs» o «Dogs» se emplean como metáforas de la sociedad contemporánea. En esta metáfora, los perros («Dogs») aluden a los funcionarios de la ley, los cerdos («Pigs») representan a la clase política británica de entonces, aludiendo indirectamente a figuras como la de Margaret Thatcher, y las ovejas («Sheep») representan al resto de habitantes, que se dejan llevar por los perros y los cerdos sin rebelarse. A pesar del protagonismo de la guitarra, los teclados y sintetizadores aún juegan un papel importante en Animals, pero el característico saxofón de Dick Parry y los coros femeninos desaparecieron de las composiciones. Muchos críticos no respondieron bien al álbum, calificándolo como «tedioso» y «sombrío». La portada del álbum presenta a un cerdo inflable, al que los miembros de la banda le pusieron de nombre «Algie», sobrevolando las chimeneas de la Battersea Power Station de Londres. Sin embargo, el viento que estaba soplando el día en que se tomó la fotografía complicó el control del globo, y hubo que superponer la foto del cerdo y la de la estación eléctrica mediante un montaje fotográfico. Este cerdo se convirtió en uno de los símbolos de la banda, y permaneció como una parte más de los espectáculos en directo del grupo.
Después de la gira de promoción de Animals, cada uno de los miembros de Pink Floyd se embarcó en sendos proyectos en solitario. Gilmour grabó y publicó el álbum David Gilmour en 1978, el mismo año en el que Rick Wright publicó Wet Dream, y Nick Mason trabajó brevemente en la producción del álbum Steve de Steve Hillage (miembro de Gong). El único que no se distrajo de la actividad de Pink Floyd fue Roger Waters, quien trabajó en dos proyectos distintos: The Pros and Cons of Hitch Hiking y The Wall. El resto de integrantes eligió este último como el siguiente álbum, y Pros and Cons se convertiría posteriormente en el primer álbum en solitario de Waters.
A comienzos de 1979 salió a la luz un escándalo económico que involucró a la empresa Northon Warburg: su máximo dirigente, Andrew Warburg, había estado desviando fondos para una serie de operaciones ilícitas y huyó de Inglaterra; siendo arrestado a su regreso en 1982. Esta empresa era la que gestionaba los ingresos de los miembros de Pink Floyd, quienes vieron cómo entre los cuatro habían perdido más de un millón de libras esterlinas. Como resultado del escándalo, cada uno de ellos debía mucho dinero de impuestos, y se vieron forzados a abandonar el país entre el 6 de abril de 1979 y el 6 de abril de 1980. Durante el exilio se acabó de pulir el álbum The Wall, que fue grabado en Francia.
La épica ópera rock The Wall vio la luz en noviembre de 1979 en Reino Unido y en enero de 1980 en Estados Unidos. Grabado entre diciembre de 1978 y octubre de 1979, fue compuesto casi en su totalidad por Waters, en el cual se relata entre otros aspectos, los temas de la soledad, la falta de comunicación, y los traumas de la vida de Waters, expresados por medio de la metáfora de un muro, construido entre el músico y el público. Waters ideó este formato cuando escupió a un fan que no había dejado de increpar al grupo en un concierto en Montreal, Canadá. The Wall consiguió que Pink Floyd volviese a lo más alto de las listas de éxitos con el sencillo «Another Brick in the Wall, Part II» (1979) (las 340.000 copias distribuidas en el Reino Unido fueron vendidas en solo cinco días) extrayendo también otros éxitos como «Comfortably Numb» o «Run Like Hell», que se convirtieron en clásicos de la banda y de las emisoras de radio, a pesar de no ser nunca publicados como sencillos, además de haber contado con una gira de 1980 a 1981. El álbum se convirtió en el más vendido a principios de la década de 1980's, hasta que fue superado por Thriller (1982). Hasta el momento se han vendido 33 millones de copias a nivel mundial.
El álbum fue producido por Bob Ezrin, un amigo de Waters que compartió los créditos de composición en el tema «The Trial» (aunque posteriormente rompería su relación al revelar Ezrin a la prensa el espectáculo de los conciertos). Waters impuso sus dotes artísticos y su liderazgo sobre la banda, usando la precaria situación económica de la banda a su favor, lo que enseguida desembocó en numerosos conflictos entre los integrantes. La influencia de Wright fue minimizada, y fue despedido durante la grabación por Waters, aunque acabó retornando para los conciertos en directo con un salario determinado. Curiosamente, esta situación fue lo que hizo que Wright se convirtiese en el único músico que ganó algo de dinero con los conciertos de The Wall. La ópera solo fue interpretada en unas pocas ocasiones debido a las complicaciones logísticas (puesto que en estas actuaciones se construía un muro en los descansos de cada actuación), aunque sería interpretada por Waters una vez más después de la caída del muro de Berlín.
Aunque nunca llegó al número uno en el Reino Unido (solo alcanzó el tercer lugar), The Wall permaneció quince semanas en el número uno de las listas estadounidenses. Fue alabado por la crítica, y consiguió 23 discos de platino, vendiendo 11,5 millones de copias en los EE. UU.
Como adaptación al cine se publicó en 1982 la película Pink Floyd – The Wall, cuya banda sonora está formada por la mayoría del contenido de The Wall. La película, escrita por Waters y dirigida por Alan Parker, tiene como actor protagonista al fundador de The Boomtown Rats, Bob Geldof, quien regrabó muchas de las partes vocales originales del álbum. La animación de la misma corrió a cargo de Gerald Scarfe. La canción «When the Tigers Broke Free», que apareció por primera vez en esta película, fue publicada como un sencillo en edición limitada, aunque se popularizó cuando fue incluida en el recopilatorio Echoes: The Best of Pink Floyd y en la reedición de The Final Cut. Otra canción original de la película es «What Shall We Do Now?», que fue eliminada del álbum original debido a las limitaciones de tiempo de los discos de vinilo. Las únicas canciones de The Wall que no fueron empleadas fueron «Hey You» y «The Show Must Go On».

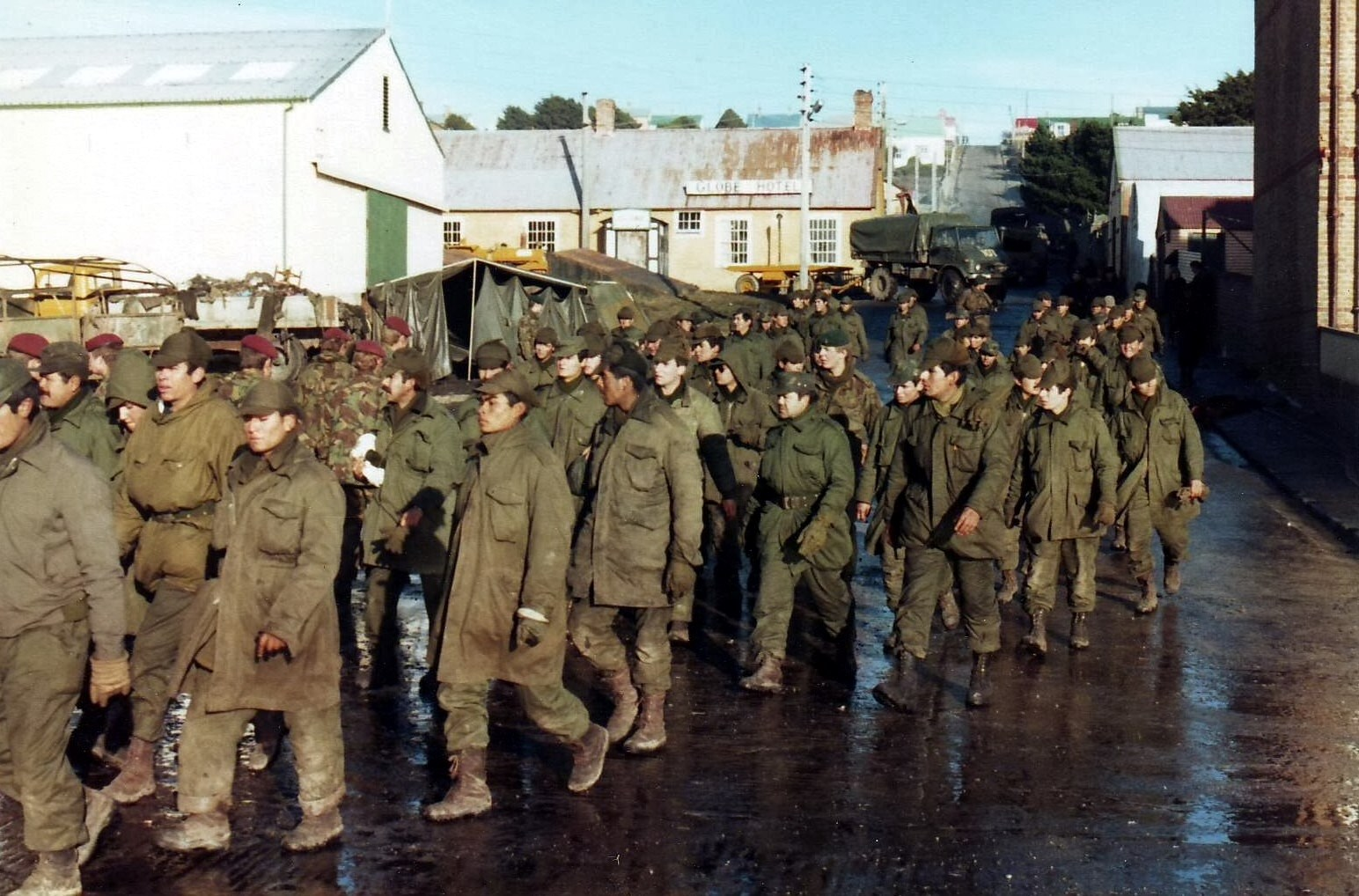
La guerra de las Malvinas fue uno de los nuevos temas incorporados en las letras de The Final Cut, que reafirmaba la postura antibélica de Roger Waters.

The Final Cut, un álbum dedicado a la memoria del padre de Waters, Eric Fletcher Waters, muerto en combate en la Segunda Guerra Mundial, salió al mercado en marzo de 1983 en Reino Unido y en abril del mismo año en Estados Unidos. Grabado entre julio de 1982 y enero de 1983, es el único álbum que no contó con una gira de promoción, el único en el que no apareció Richard Wright, y el único que fue compuesto en su totalidad por uno de los integrantes de la banda, en este caso Waters (tanto fue así que le ofrecieron publicarlo como un disco en solitario, algo que fue rechazado por el resto de integrantes y por EMI). Fue también él mismo quien grabó casi todas las partes vocales, excepto una canción en la que está acompañado por Gilmour. La temática del trabajo siguió la línea de los dos álbumes anteriores, aunque de un modo más oscuro. En él, Waters incluyó por primera vez en las letras la participación británica en la guerra de las Malvinas, y concluyó con una referencia a una posible guerra nuclear, en la canción «Two Suns in the Sunset». Los arreglos orquestales corrieron a cargo de Michael Kamen, quien, junto con Andy Bown, interpretó las partes del teclado debido a la ausencia de Wright, posteriormente se lanzó una película del mismo nombre del disco en ese mismo año, para acompañar el disco.
The Final Cut fue bien recibido por la crítica, y alcanzó el primer puesto en el Reino Unido y el sexto en los EE. UU. Se lanzaron dos sencillos, When the Tigers Broke Free (1982) y «Not Now John» (1983), el único del trabajo en el que canta Gilmour. Esta situación provocó numerosas discusiones entre Gilmour y Waters, de tal magnitud que se rumoreó que no se vieron en el estudio durante las sesiones de grabación. Mientras que Gilmour dijo que intentó seguir haciendo buena música, Waters declaró que nadie entendía el mensaje social que contenían sus canciones. Aunque nunca hubo ninguna gira promocional de este disco, Waters ha interpretado desde entonces algunas canciones en sus conciertos en solitario.
Después de este álbum se publicó el recopilatorio Works, que incluyó por primera vez la canción inédita «Embryo», grabada en 1970. A partir de entonces, cada uno de los miembros tomó caminos distintos, embarcándose en sus propios proyectos. Gilmour publicó el álbum en solitario About Face en marzo de 1984. Un mes después, Wright se unió a Dave Harris, del grupo Fashion, para formar Zee, que editó el álbum Identity. En mayo de 1984, Waters publicó The Pros and Cons of Hitch Hiking, un álbum conceptual que había ideado durante el parón de 1978. Un año después de estos lanzamientos, Mason publicó Profiles junto con Rick Fenn, de 10cc, que contiene una colaboración de Gilmour y del tecladista de UFO, Danny Peyronel.

### La Era Gilmour (1984-1996)

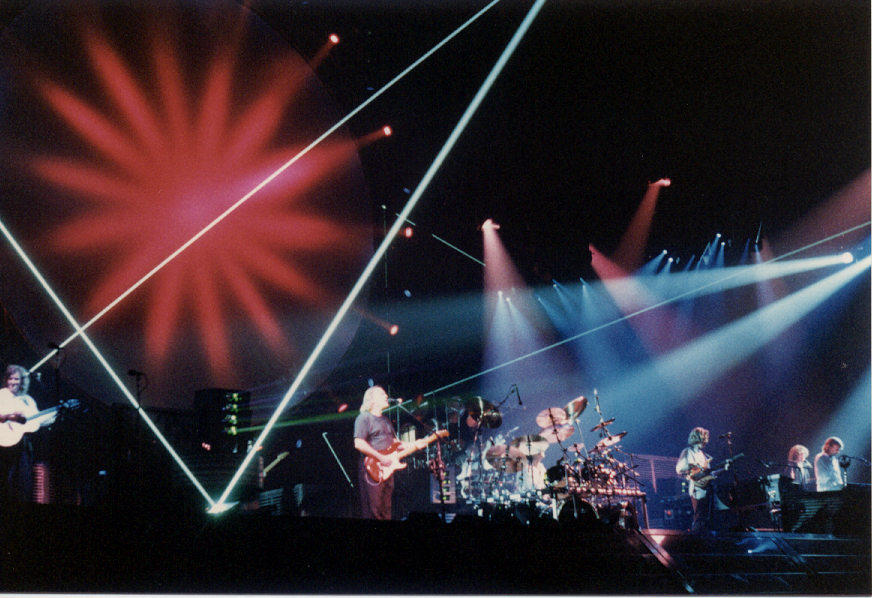
Pink Floyd actuando en Londres, en julio de 1989.

Después de quedarse un tiempo sin ideas desde 1984, en diciembre de 1985, Waters anunció la separación de Pink Floyd, describiendo a la banda como una «fuerza agotada». No obstante, en 1986 Gilmour y Mason comenzaron a grabar un nuevo álbum bajo el nombre de Pink Floyd. Una agria disputa legal llevó a Roger a reclamar que el nombre de Pink Floyd debería haber sido abandonado, pero Gilmour y Mason mantuvieron su intención de grabar con ese nombre, declarando que eran ellos quienes tenían los derechos legales debido a que Waters se había ido de la banda por iniciativa propia. Finalmente, la demanda fue llevada a los juzgados, y los derechos fueron adquiridos por Gilmour y Mason.
Después de barajar varios títulos, el nuevo álbum fue publicado como A Momentary Lapse of Reason, y alcanzó el tercer puesto en los EE. UU. y en el Reino Unido. Sin Waters, que había sido el principal motor compositivo a nivel lírico, la banda se apoyó en letristas externos, lo que provocó críticas de algunos puristas. Bob Ezrin actuó como coproductor junto con Jon Carin, y ambos aportaron composiciones al trabajo. Carin también interpretó la mayoría de las partes de teclado a pesar de la vuelta de Wright, que se concretó en un principio como músico asalariado —en virtud de los riesgos legales en que se incurría— y más adelante, una vez resueltas las cuestiones legales, definitivamente como miembro oficial. Considerando esta situación y las escasas contribuciones de Mason, muchos críticos consideran que A Momentary Lapse of Reason debería ser un álbum en solitario del guitarrista inglés, del mismo modo que The Final Cut debería ser un álbum en solitario de Waters.
Un año después la banda publicó un álbum doble en directo acompañado de un vídeo del concierto, llamado Delicate Sound of Thunder, que fue grabado en una serie de conciertos en Long Island, Estados Unidos, y posteriormente grabó una serie de pistas para La Carrera Panamericana, un vídeo de la competición mexicana del mismo nombre. En esta carrera, que tenía como participantes a Mason y a Gilmour, este último tuvo un accidente junto con su copiloto, el mánager Steve O'Rourke, que se rompió la pierna, aunque Gilmour solo sufrió algunos rasguños. Estas pistas, todas ellas instrumentales, presentan las primeras composiciones de Wright desde 1975, y las primeras de Mason desde 1973.
En 1992 se publicó el box set Shine On, que incluye las reediciones de los discos A Saucerful of Secrets, Meddle, The Dark Side of the Moon, Wish You Were Here, Animals, The Wall y A Momentary Lapse of Reason junto con un disco adicional llamado The Early Singles. Ese mismo año también se publicó Amused to Death, el nuevo trabajo en solitario de Roger Waters.
Con el regreso de Richard Wright en 1992 (aunque ya lo había hecho en 1986), el siguiente álbum de estudio de Pink Floyd fue The Division Bell, publicado en 1994. Compuesto por todos los integrantes del grupo y no solo por Gilmour exclusivamente, ya con Wright como miembro oficial de nuevo. Fue mejor recibido que A Momentary Lapse of Reason, aunque los puristas lo siguieron criticando por su estilo. Más allá de ello, fue el segundo álbum de la banda en alcanzar el primer puesto a ambos lados del Atlántico desde Wish You Were Here. The Division Bell es un álbum cuya temática gira alrededor de la comunicación y sus conflictos. Muchas de las letras fueron escritas por Polly Samson, la novia de Gilmour en aquel momento, con quien se casó poco después de la publicación de este trabajo. Junto con Samson, el álbum presenta a la mayoría de los músicos que contribuyeron en el anterior trabajo de estudio de la banda, con la inclusión de Dick Parry, un viejo colaborador de la época de The Dark Side. Además, Anthony Moore, que había ayudado en la composición de algunas de las letras de A Momentary Lapse, compuso la de «Wearing the Inside Out», que es además la primera contribución vocal de Wright desde The Dark Side. Esta misma colaboración continuó en el posterior álbum de Wright, Broken China.
Al año siguiente, 1995, la banda publicó un álbum en directo titulado P.U.L.S.E. que alcanzó el número uno en los EE. UU. y que contiene las canciones interpretadas en un concierto en Londres en la gira de The Division Bell, en la que se interpretó en directo el álbum The Dark Side of the Moon por completo. El 10 de julio de 2006 se publicó su versión en DVD, que rápidamente alcanzó las más altas posiciones en las listas de éxitos.
También en 1995 la banda recibió su primer y único premio Grammy en la categoría de «Mejor interpretación instrumental de rock» por «Marooned».

### Trabajos en solitario y reediciones (1996-2004)
La banda comercializa en la década de los años 2000 diversas reediciones y recopilaciones, en las que se crean el «Box set» Discovery, con las remasterizaciones de los discos de la banda, en el que están The Piper At The Gates Of Dawn, A Sauceful Of Secrets, More, Atom Heart Mother y otros. También se crea la compañía «Why Pink Floyd?», con la que lanzan Experience, donde se incluían CD extras, y los «Box set» Immersion, donde incluyen otros CD con material no incluido originalmente, DVD con el álbum en distintos formatos sonoros, videos exclusivos y un Blu-Ray incluyendo el material de los 2 DVD, de los discos The Dark Side Of The Moon, Wish You Were Here y The Wall.
Pink Floyd ingresó en el Rock and Roll Hall of Fame en el año 1996 (antes de su separación) en una ceremonia presentada por Billy Corgan, vocalista de los Smashing Pumpkins. Waters no acudió a la ceremonia debido a sus no superadas discrepancias con el resto de miembros. En su discurso de aceptación, Gilmour dijo: «Voy a tener que coger un par más de estos para nuestros dos compañeros de banda que comenzaron a tocar en diferentes tonos: Roger y Syd...». Aunque Mason estuvo presente durante la gala, no se unió a Gilmour, Wright y Corgan para interpretar la versión acústica de «Wish You Were Here».
Una grabación en directo de The Wall, recogida de los conciertos en Londres entre 1980 y 1981, salió al mercado en 2000 bajo el nombre de Is There Anybody Out There? The Wall Live 1980-1981 y alcanzó el puesto 19.º en los EE. UU. En 2001 se editó un álbum recopilatorio de las canciones más conocidas de la banda bajo el nombre de Echoes: The Best of Pink Floyd. Este recopilatorio trajo consigo controversias, puesto que algunas de las canciones más largas aparecen cortadas y sin seguir un orden cronológico, lo que las sacaba del contexto original del álbum, aunque fueron mezcladas de modo que pareciesen parte de una sola pista de más de dos horas. Canciones como «Echoes», «Shine on You Crazy Diamond», «Sheep», «Marooned» o «High Hopes» aparecen notablemente sesgadas. Este álbum trepó hasta el segundo puesto en las listas británicas.
En 2003 se publicó la versión en SACD de The Dark Side of the Moon con una nueva portada. También fue publicado en una versión en vinilo virgen con el diseño del original junto con un póster nuevo. Un año después vio la luz en Europa el libro de Nick Mason, Dentro de Pink Floyd (de título original Inside Out: A Personal History of Pink Floyd), que salió al mercado en 2005 en los EE. UU. Mason llevó a cabo apariciones promocionales en público en algunas de las ciudades más importantes de EE. UU. y Europa.
El 30 de octubre de 2003 el mánager de la banda, Steve O'Rourke, murió de un infarto de miocardio. Gilmour, Mason y Wright se reunieron en su funeral e interpretaron «Fat Old Sun» y «The Great Gig in the Sky» en la Catedral de Chichester.

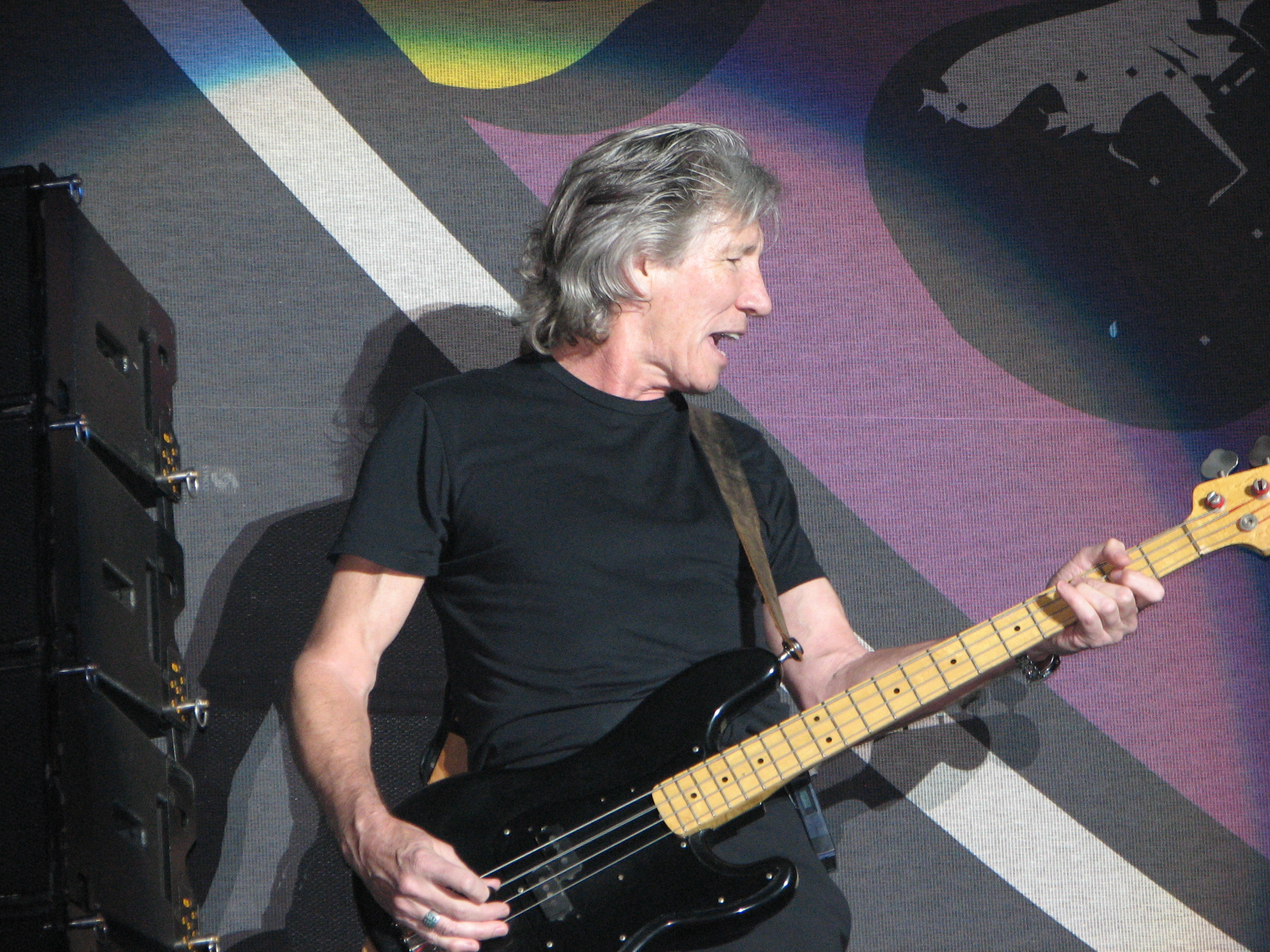
Roger Waters en un concierto en solitario en junio de 2006.

### 2005-presente: Reuniones

#### Reencuentro en el Live 8
Dos años después, el 2 de julio de 2005, tras 19 años de separación, la banda se reunió con sus 4 miembros originales una vez más para una sola actuación en el concierto del Live 8 en Londres. La vuelta de Waters significó que volvieran a tocar juntos después de su última participación en 1983 en The Final Cut. Pink Floyd interpretó un conjunto de cuatro canciones: «Speak to Me/Breathe», «Money», «Wish You Were Here» y «Comfortably Numb», con Gilmour y Waters compartiendo las labores vocales. Al final de la actuación todos los miembros se fundieron en un abrazo conjunto que se convirtió en una de las imágenes más famosas del concierto.
Durante la semana posterior al Live 8 surgió un repentino interés por la banda. Según la tienda en línea HMV, las ventas de Echoes: The Best of Pink Floyd, aumentaron un 1343 %, mientras que las ventas de The Wall subieron más de un 3600 % en Amazon.com. David Gilmour declaró posteriormente que pensaba destinar todos estos beneficios a organizaciones de caridad y ONG, y pidió al resto de artistas y compañías que tomaron parte en el Live 8 a hacer lo mismo. El 16 de noviembre de 2005 la banda fue admitida en el UK Music Hall of Fame por Pete Townshend, guitarrista de The Who. Gilmour y Mason asistieron a la gala, pero ni Waters (que apareció por videoconferencia) ni Wright (que estaba siendo sometido a una operación ocular) pudieron estar presentes.
Gilmour publicó su tercer álbum en solitario, titulado On an Island, el 6 de marzo de 2006, y comenzó con una gira que le llevó por Europa, Canadá y los EE. UU. En esta gira participaron Wright y Mason en varias ocasiones, e interpretó el primer sencillo de la banda, «Arnold Layne». Waters también fue invitado a acudir, pero sus compromisos (gira por Europa y los EE. UU.) lo forzaron a declinar la invitación. Sin embargo, Waters apareció en la segunda mitad de un concierto de esta gira en Cork, Irlanda, en el que se interpretó el disco The Dark Side of the Moon al completo.
En la actualidad, Waters está trabajando en un álbum en solitario, y escribiendo un musical de Broadway de The Wall con canciones extra compuestas por él mismo. Waters también se embarcó en la gira The Dark Side of the Moon Live con una lista de temas que consta del disco The Dark Side of the Moon al completo junto con otras canciones famosas de la banda y algunas propias de su carrera en solitario.
En abril de 2010 Waters confirmó la realización de una nueva gira mundial, The Wall Live 2010-2011, que recorrerá Estados y Europa en principio, con la presentación del disco The Wall en su totalidad conmemorando su trigésimo aniversario.

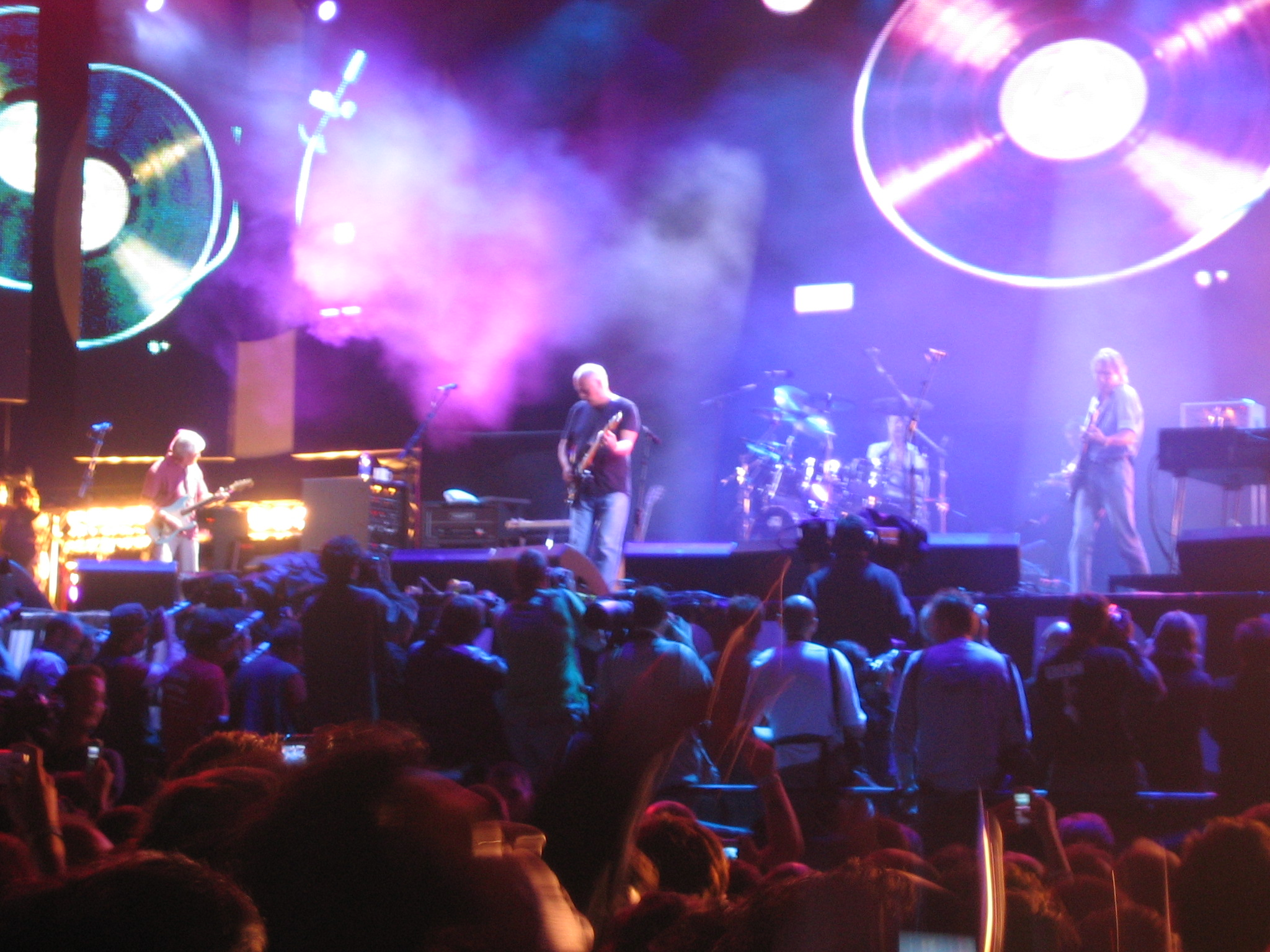
Pink Floyd en el festival Live 8, en Londres.

El 31 de enero de 2006, David Gilmour hizo saber que el grupo no tenía intención de reunirse, desmintiendo los rumores que provenían de algunos medios de comunicación. Poco después Gilmour declaró en una entrevista al diario italiano La Repubblica que había terminado con Pink Floyd y que piensa centrarse en su carrera en solitario y en su familia. También menciona que aceptó tocar con Waters en el Live 8 para apoyar la causa del concierto, para hacer las paces con Waters y saber si él se negaría o no. Sin embargo, admite la probabilidad de que Pink Floyd podría tocar en un concierto en pro del proceso de paz entre Israel y la Autoridad Nacional Palestina. En una entrevista con la revista Billboard, Gilmour cambió su postura de acabar con Pink Floyd hacia un «quién sabe». Una actuación sorpresa de la alineación post-Waters interpretó los temas «Comfortably Numb» y «Wish You Were Here» en el Royal Albert Hall de Londres el 31 de mayo de 2006.
En 2007 se cumplieron 40 años de la firma del primer contrato de la banda con EMI y de la publicación de sus primeros tres sencillos: «Arnold Layne», «See Emily Play» y «Apples and Oranges», junto con el disco The Piper at the Gates of Dawn. Esto vino acompañado de la publicación en edición limitada de un set que contiene mezclas en estéreo y mono del álbum junto con grabaciones no publicadas.
El 10 de mayo de 2007, Roger Waters tomó parte del concierto tributo a Syd Barrett en el Barbican Centre londinense. Esto fue seguido de la actuación de Mason, Gilmour y Wright interpretando «Arnold Layne». Sin embargo, los rumores de que la banda podría realizar un concierto con todos sus miembros fueron desmentidos por el hecho de que Waters no se les unió.
En una entrevista del año 2007, Waters se mostró más receptivo a la idea de una hipotética reunión de Pink Floyd cuando este dijo: «No tengo problema si el resto quiere unirse. Ni siquiera tendría que ser para salvar el mundo. Es solo porque es divertido. Y a la gente le encantaría».
El 24 de septiembre de 2007 Gilmour declaró que una reunión de Pink Floyd de cualquier manera, con o sin Waters, no sería correcto: «No veo por qué querría yo volver a esa cosa tan vieja. Es muy retrógrado. Quiero mirar más allá, y mirar hacia atrás no me divierte». Sin embargo, en abril de 2008 Nick Mason anunció que Pink Floyd se volvería a reunir en un evento benéfico sin haber especificado una fecha y lugar concreto, lo que iba a ser la primera actuación de la banda en tres años.
El lunes 15 de septiembre de 2008 Richard Wright, tecladista y miembro fundador de la banda, murió de cáncer a los 65 años de edad, eliminando las posibilidades acerca de una futura reunión del grupo al completo. «La familia de Richard Wright, miembro fundador de Pink Floyd, anuncia con gran tristeza que Richard falleció tras una corta lucha contra el cáncer». «La familia ha pedido que su intimidad se respete en este difícil momento», agregó un portavoz de la familia, sin precisar qué tipo de cáncer acababa con la vida del músico.
En febrero de 2010 el abogado de la banda acusó a la compañía discográfica EMI de comercializar canciones de la banda en Internet sin autorización. Esto derivó en un juicio que ganó la banda y que obligó al sello a pagarles 60 000 libras esterlinas y quedó prohibida la comercialización de las canciones de Pink Floyd vía Internet.

### The Endless River (2013-2014)
A finales de 2013 el grupo se volvió a reunir, para julio de 2014, Samson anunció vía Twitter que un nuevo álbum de Pink Floyd titulado The Endless River se publicaría en noviembre. La antigua corista de la banda Durga McBroom comentó que la música provenía de un proyecto llamado «The Big Spliff», grabado en las sesiones de grabación de Division Bell y añadió que Gilmour y Mason habían trabajado en más material juntos. También comentó que aunque Wright si tuvo parte, Waters no se involucró en absoluto.
Gilmour describió el disco:

The Endless River comienza con la música sacada de las sesiones de The Division Bell de 1993 y 1994. Escuchamos más de veinte horas de material de los tres tocando juntos y seleccionamos lo que queríamos que apareciese en el nuevo disco. En este último año hemos ido añadiendo partes, regrabado otras y usado la tecnología para hacer un disco de Pink Floyd del siglo XXI. Sin Rick, y sin la posibilidad de que se pueda volver a hacer, parece lo correcto que estas piezas formen parte de nuestro repertorio.

En esas sesiones estaba presente todavía el tecladista Rick Wright, fallecido en 2008 y a quien sus compañeros Gilmour y el batería Nick Mason dedican el trabajo como un «homenaje póstumo».
En noviembre de 2016, Pink Floyd lanzó una caja, The Early Years 1965-1972, que incluía tomas descartadas, grabaciones en vivo, remezclas y películas de sus primeros años de carrera. Esto fue seguido en diciembre de 2019 por The Later Years, que recopila el trabajo de Pink Floyd después de la partida de Waters. El set incluye una versión remezclada de A Momentary Lapse of Reason con más contribuciones de Wright y Mason, y una reedición ampliada del álbum en vivo Delicate Sound of Thunder. En 2018, Mason formó una nueva banda, Saucerful of Secrets de Nick Mason, para interpretar el material inicial de Pink Floyd. La banda incluye a Gary Kemp de Spandau Ballet y al colaborador desde hace mucho tiempo de Pink Floyd, Guy Pratt. Hicieron una gira por Europa en septiembre de 2018 y América del Norte en 2019. Waters se unió a la banda en el Beacon Theatre de Nueva York para interpretar las voces de «Set the Controls for the Heart of the Sun».

## Estilo
Pink Floyd es conocido principalmente por el estilo espacial de sus composiciones y por sus elaborados álbumes conceptuales de mediados de los años 1970 y principios de los años 1980, pero lo cierto es que comenzaron como una banda mucho más convencional.

### Años 1967 - 1969: Rock Psicodélico
Sus primeros años, dirigidos por Syd Barrett, estaban teñidos de la psicodelia imperante en aquel momento (finales de los años 60), aunque comenzaba a mostrar algunas trazas de los que se acabaría convirtiendo en el rock espacial característico de la formación. El consumo masivo de drogas como el LSD por parte de Barrett provocó que sus composiciones oscilaran entre las clásicas melodías de pop como «Astronomy Domine» y la experimentación de temas más largos como «Interstellar Overdrive», hasta el límite de que The Piper at the Gates of Dawn fue considerado como uno de los mejores álbumes psicodélicos jamás publicados. Las letras de este trabajo, divertidas y humorísticas y a veces emulando viajes espaciales como metáforas del sentimiento psicodélico, contrastan con el sonido envolvente del teclado de Wright y con las melancólicas líneas de guitarra de Barrett, dando un sonido general a menudo caótico y confuso.
Con la publicación de A Saucerful of Secrets en 1968, el estilo de la banda dio un giro debido a la salida de Barrett de ella y a la entrada de David Gilmour. Definido como un álbum de transición, en él se mezclan las canciones psicodélicas semejantes a las firmadas por Barrett y piezas más experimentales, con influencias de la música clásica y que ayudaron a marcar el posterior sonido de Pink Floyd. En este álbum aparece la última canción compuesta por Barrett, «Jugband Blues». Los discos Music from the Film More, Ummagumma y Atom Heart Mother siguieron explorando los sonidos del rock espacial que llevarían a su máxima expresión con posteriores trabajos.

### Años 1970 - 1976: Rock Progresivo
Atom Heart Mother es quizás el álbum más experimental de la discografía de Pink Floyd y uno de los más inaccesibles. La pieza homónima orquestal ocupa toda una cara del disco con sus más de 23 minutos de duración, mientras que «Alan Psychedelic Breakfast» reproduce los sonidos de un hombre preparándose el desayuno intercalados entre fragmentos instrumentales. Con Meddle y Obscured by Clouds, Pink Floyd comenzó a enfocar su propio sonido de manera directa. En él, la banda dejó de lado la orquesta de «Atom Heart Mother» y se sumergió en piezas largas y elaboradas, como «Echoes» o «One of These Days», firmando una de las mejores obras de su carrera y la mejor desde The Piper at the Gates of Dawn.

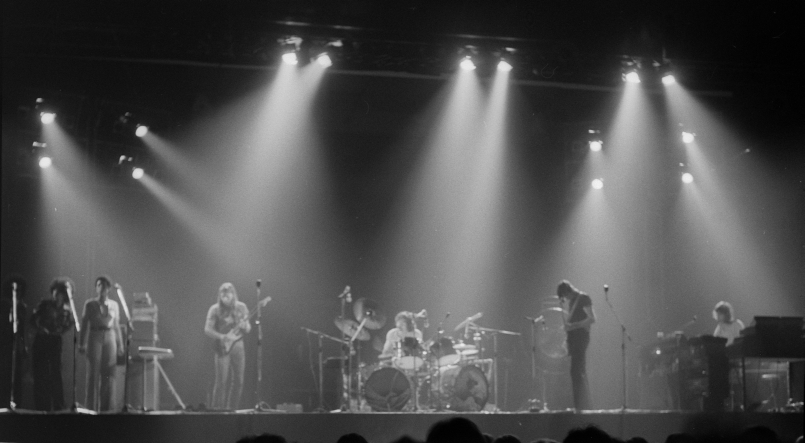
Concierto de Pink Floyd en 1973, poco después de la publicación de The Dark Side of the Moon. Obsérvese el grupo de coristas a la izquierda de la imagen, cuyo sonido es una parte fundamental de los álbumes más exitosos de la banda.

The Dark Side of the Moon se convirtió en el álbum más vendido de la banda y uno de los más vendidos de la historia de la música. El nuevo cambio de estilo de la banda se hace patente de nuevo en este álbum, con canciones como «Money» o «Time» y con la aparición de coristas femeninas y del sonido del saxofón de la mano de Dick Parry. Las texturas sonoras exploradas en este disco y las cuidadas atmósferas definieron el sonido clásico de Pink Floyd, con una mezcla de blues rock, jazz fusión, rock psicodélico y art rock.
La continuación de The Dark Side también fue todo un éxito en ventas y se convirtió en otro clásico del grupo. Wish You Were Here, con unas canciones dedicadas a Syd Barrett y otras dirigidas contra la industrialización de la música, contiene el tema «Shine on You Crazy Diamond», uno de los más conocidos de la banda y el más largo, que con sus casi 26 minutos tuvo que ser dividido en dos pistas, una al comienzo y otra al final del álbum. Esta canción está enteramente dedicada a Barrett, y termina con las notas de «See Emily Play», uno de los primeros sencillos del grupo compuesto por Syd. Otra de las canciones más famosas de Pink Floyd es la acústica «Wish You Were Here», también dedicada a Barrett y que constituye una de las piezas con más lirismo de la banda. El liderazgo de Waters se comenzó a imponer en la grabación de este álbum, y acabaría por ponerse ampliamente de manifiesto en los álbumes siguientes, especialmente en The Wall y The Final Cut.

### Años 1977 - 1994: Punk Progresivo
Animals es uno de los álbumes más oscuros de la época dorada de la banda, en el que Waters trata a la especie humana como cerdos, perros y ovejas, en una metáfora de la sociedad actual basada en el libro Rebelión en la granja. En este trabajo, la guitarra de Gilmour toma el papel protagonista, mientras que las aportaciones de Wright se reducen ampliamente, y las canciones son mucho más largas de lo habitual, ya que todas superan los diez minutos excepto «Pigs on the Wing», que viene separada en dos partes de minuto y medio cada una.
Con The Wall y The Final Cut, la supremacía de Waters en el control compositivo de Pink Floyd se hizo claramente patente. Con todo, es uno de los discos más famosos de la discografía de la banda y uno de los más vendidos de la historia, aunque no superó a The Dark Side en cifras. El disco es una ópera rock basada en una estrella de rock que se aísla del mundo a base de consumir drogas, construyendo un muro a su alrededor. Aunque Waters lo haya negado varias veces, el álbum parece una autobiografía suya, puesto que el protagonista, llamado «Pink», guarda varias similitudes con él. El disco está compuesto básicamente por canciones cortas de uno, dos o tres minutos aproximadamente, unidas con piezas más largas como «Comfortably Numb» o «Hey You». La canción «Another Brick in the Wall» se alzó rápidamente como la canción más representativa del disco y una de las más conocidas del grupo, con un característico coro de niños cantando la línea «We don't need no education». Esta frase luego sería criticada y caricaturizada por artistas como Elvis Costello, en su disco Mighty Like a Rose. En The Wall es también famoso el solo de guitarra final de «Comfortably Numb», compuesto por Gilmour y, para muchos, uno de los mejores de la historia. Su secuela, un álbum inicialmente pensado como un recopilatorio de los temas que no habían entrado en The Wall (y que incluso se iba a llamar Spare Bricks, «Ladrillos sobrantes»), fue definido como una mezcla entre los estilos de Animals y The Wall, y fue dedicado a la memoria del padre de Waters, muerto en combate en la Segunda Guerra Mundial. La temática de este álbum gira en torno a la guerra de las Malvinas, y su composición —exclusivamente a cargo de Roger Waters— le otorga una supremacía absoluta al concepto lírico, dejando en un segundo plano al concepto musical. Según Allmusic, «solo puede ser comparado a The Pros and Cons of Hitch Hiking» (primer álbum en solitario de Roger Waters), debido a que la música «se empleó como textura, no como música».
Con la marcha de Waters en 1985, el estilo del grupo dio un giro considerable, retornando al viejo estilo en el que se le otorgaba más importancia al cuidado de las atmósferas, con texturas de teclado y el sonido inconfundible de la guitarra de Gilmour, pero se echó en falta la habilidad de Waters como letrista. Esto se materializó en A Momentary Lapse of Reason, un álbum bien acogido por el público y compuesto casi enteramente por Gilmour, quien dejó más espacio al resto de miembros en el siguiente disco, The Division Bell. Este álbum acentuó el regreso a los tiempos anteriores a The Dark Side of the Moon, pues se pueden apreciar largas notas en el teclado y los efectos de eco que posee el sonido de la guitarra. Líricamente, el trabajo parece tener referencias implícitas a Waters y a la historia de The Wall, aunque predomina el tema de la caída del muro de Berlín.

## Influencia

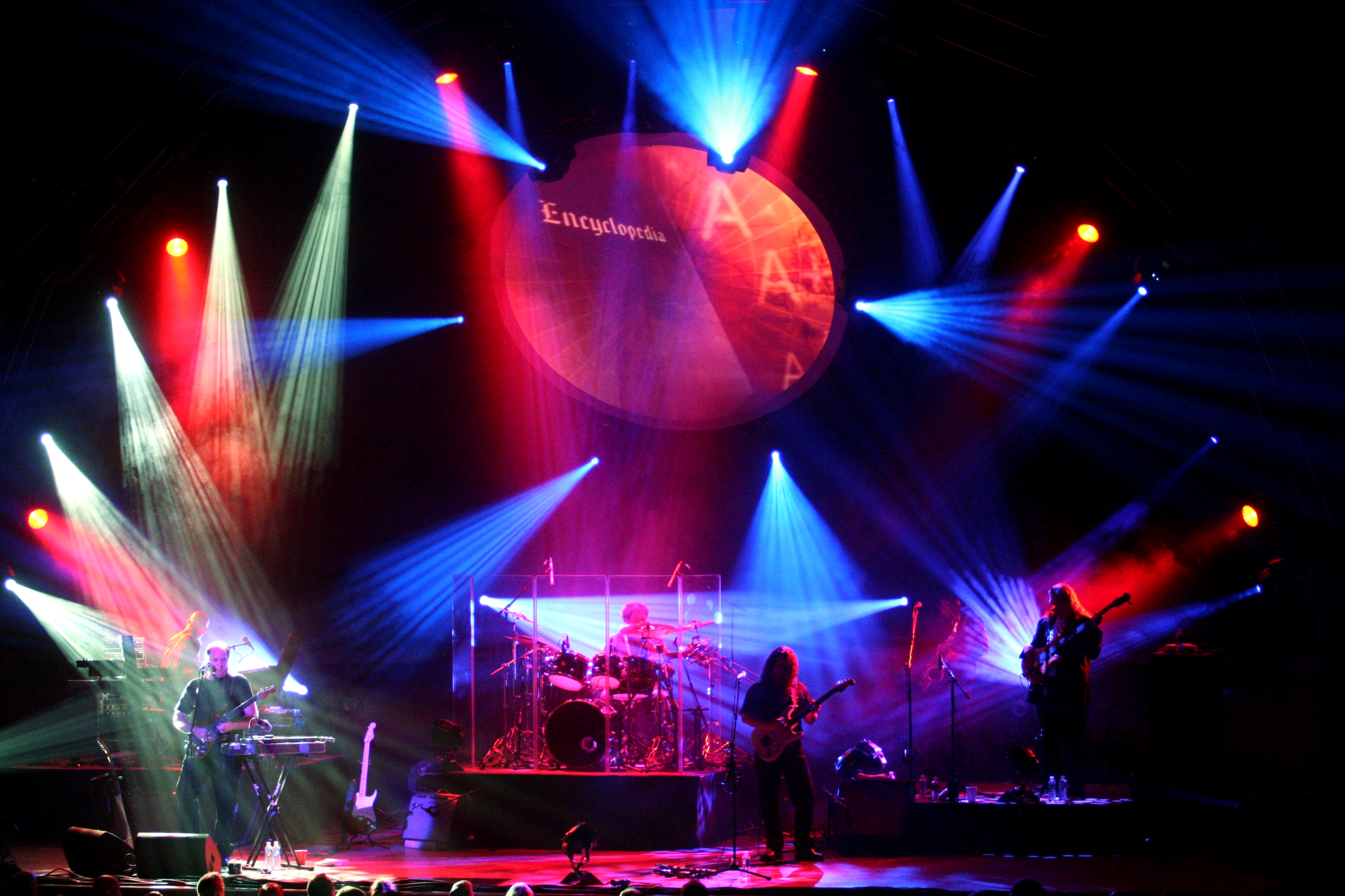
The Pink Floyd Experience, una de las bandas tributo dedicadas a Pink Floyd.

El constante cambio de estilo en cada álbum, sumado a la gran popularidad que alcanzó su música, hicieron que Pink Floyd haya influido a una gran cantidad de músicos y bandas, tanto de los años 70, como Deep Purple, Queen, Kraftwerk, Tangerine Dream, Steve Hackett, Can, Eloy, David Bowie, Genesis, Rush, y Yes; como posteriores, entre los cuales se encuentran The Smashing Pumpkins, Pearl Jam, Dream Theater, Guns N Roses, Queensrÿche, Sigur Rós, The Flaming Lips, Coldplay, MGMT, Ayreon, Tool, Radiohead, Porcupine Tree, The Orb, Anathema Nine Inch Nails, Avenged Sevenfold y Faith No More.
Otra prueba de la huella de Pink Floyd en la historia de la música es la proliferación de bandas tributo, como The Pink Floyd Experience, Wish You Were Here, Anderson Council, Australian Pink Floyd Show, Brit Floyd, The Machine, Brain Damage, The Polka Floyd Show, los argentinos Ummagumma, The End o los españoles The Pink Tones.
Además, varias han sido las bandas que han realizado algún homenaje a Pink Floyd. El 11 de octubre de 2005, la banda estadounidense de metal progresivo Dream Theater interpretó al completo el disco The Dark Side of the Moon en Ámsterdam, y repitió el mismo concierto dos semanas después en Londres. Esta misma banda incluyó una referencia a «Careful with that Axe, Eugene» en la letra de la canción «Octavarium», en lo que constituyó una oda al rock progresivo, puesto que otras canciones, como «Machine Messiah» de Yes, «Lucy in the Sky with Diamonds» de los Beatles, «My Generation» de The Who, «Pink like Floyd» de Red Hot Chilli Peppers o «Light My Fire» de The Doors aparecen mencionadas en su letra. Otra agrupación que versionó The Dark Side of the Moon es The Flaming Lips en un disco grabado en 2009. Por su parte, Easy Star All-Stars grabó un tributo a The Dark Side con influencias del reggae y del hip hop que se denominó Dub Side of the Moon, mientras que el grupo de heavy metal Ministry hizo lo propio al nombrar como Dark Side of the Spoon a su disco de 1999. En el ámbito clásico, String Quartet, que consta de dos violines, una viola y un chelo, versionaron The Dark Side, mientras que la Orquesta Filarmónica de Londres hizo lo mismo en el disco Us and Them: Symphonic Pink Floyd.

## Miembros
- Ultima alineación
- Nick Mason: batería, percusión, voz ocasional (1965-1994; 2005; 2007; 2013-2014; 2022)
- David Gilmour: guitarra, bajo, voz líder, teclados (1968-1994; 2005; 2007; 2013-2014; 2022)

- Miembros anteriores:
- Roger Waters: bajo, voz líder, guitarra, teclados (1965-1985, 2005)
- Rick Wright: teclados, voz (1965-1981; 1987-1994; 2005; 2007) (Falleció en 2008)
- Syd Barrett: guitarra, voz líder y coros (1965-1968) (Falleció en 2006)
- Bob Klose: guitarra (1965-1966)

## Línea de tiempo
Entre 1979 y 1990, Rick Wright siguió siendo parte del grupo en giras y grabaciones (a excepción de The Final Cut), aunque sólo como músico asalariado debido a las disputas legales con Waters.

## Colaboradores
- De sesión
  - Roy Harper (vocalista en «Have a Cigar»)
  - Ron Geesin (orquestador y compositor de Atom Heart Mother)
  - Michael Kamen (orquestador y tecladista en The Wall y The Final Cut; orquestador en «The Division Bell»)
  - Tony Levin (bajista y Chapman Stick en A Momentary Lapse of Reason)
  - Guy Pratt (bajista y vocalista en el disco The Division Bell)
  - Bob Ezrin (productor, compositor y tecladista en The Wall)
  - Jon Carin (compositor y multinstrumentista. Desde 1987 a 1994)
  - Dick Parry (saxofón en The Dark Side of the Moon, Wish You Were Here y The Division Bell)
  - Alan Parsons (ingeniero en sonido en Atom Heart Mother y The Dark Side of the Moon)
  - Tim Renwick (guitarrista. Desde 1987 a 1994)
  - Gary Wallis (ayudante de percusión para The Division Bell)
  - Clare Torry (vocalista en «The Great Gig in the Sky»)
- En vivo
  - Scott Page (saxofón y guitarra para la gira de A Momentary Lapse of Reason)
  - Snowy White (guitarrista para las giras de Animals y The Wall)
- Diseño de los discos
  - Vic Singh (fotografía de la portada del álbum The Piper at the Gates of Dawn)
  - Hipgnosis (Storm Thorgerson, Aubrey Powell y Peter Christopherson) (ilustradores de portadas de varios álbumes del grupo)
  - Gerald Scarfe (ilustrador de la portada del álbum The Wall)

## Discografía

### Álbumes de estudio
- The Piper at the Gates of Dawn (1967)
- A Saucerful of Secrets (1968)
- Music from the Film More (1969)
- Ummagumma (1969)
- Atom Heart Mother (1970)
- Meddle (1971)
- Obscured by Clouds (1972)
- The Dark Side of the Moon (1973)
- Wish You Were Here (1975)
- Animals (1977)
- The Wall (1979)
- The Final Cut (1983)
- A Momentary Lapse of Reason (1987)
- The Division Bell (1994)
- The Endless River (2014)